# 南越国

南越国
趙氏王朝

南越国領域（紫）

南越国（なんえつこく、漢語拼音：Nányuè、広東語イェール式：Nàahm-yuht、ベトナム語：Nam Việt / 南越）は、紀元前203年から紀元前111年にかけて5代93年にわたって中国南部からベトナム北部にかけての地方（嶺南地方）に自立した秦の元官僚の漢人の趙佗を国王とする王国（帝国）である。南粤・趙朝とも記す。
首都は番禺（現在の中国広東省広州市）におかれ、最盛期には現在の広東省及び広西チワン族自治区の大部分と福建省・湖南省・貴州省・雲南省の一部、ベトナム北部を領有していた。南越国は秦朝滅亡後、紀元前203年に南海郡の軍事長官である南海郡尉の趙佗が勢力下の南海郡に近隣の桂林郡と象郡を併せることによって建国された。紀元前196年と紀元前179年に、南越国は2度漢に朝貢し、漢の「外臣」となるが、紀元前112年、5代君主である趙建徳と漢の間で戦闘が勃発し、武帝により紀元前111年に滅ぼされた。
南越国は嶺南で誕生した初めての封建国家であり、秦の中原地方出身の統治者により先進的な政治制度と生産技術をもたらされ、秦末の乱世の中で嶺南地方に秩序と安定をもたらしたといえる。南越国の歴代君主が推し進めた「和輯百越」政策は、漢族と南越国内部の各民族間の融和をも促進し、同時に漢文化と漢字が嶺南地方へと移入され、嶺南文化に大きな影響を与えることになる。

## 歴史

### 南越の建国
嶺南地方は古来異民族の百越の活動地域であったが、紀元前221年、秦の始皇帝が斉を滅ぼして中国を統一した後、嶺南地方の攻略に着手した。紀元前219年、始皇帝は屠睢を主将に、真定出身の漢人である趙佗を副将に任命し50万の大軍を率いて嶺南地方を攻めた。主将の屠睢は住民を虐殺したことから頑強な抵抗を受け現地で殺害され、新たに任囂を主将に任命するなど、4年間に及ぶ作戦の結果、紀元前214年に嶺南地方を平定するに至った。平定後は嶺南地方に南海郡・桂林郡・象郡の3郡が設置された。任囂は南海郡尉に任じられ、南海郡の下に博羅・龍川・番禺・掲陽の4県が設置された。副将であった趙佗は龍川県令に任じられている。
紀元前210年、始皇帝が病没し、二世皇帝が帝位を継承したが、紀元前209年その暴政に対し陳勝・呉広の乱が発生し秦国内は混乱、やがて劉邦と項羽による楚漢の抗争となり、中国全土は混乱状態に陥った。このような状況下にあった紀元前208年、南海郡尉の任囂が重病となると、龍川県令の趙佗が郡尉の職務を代行することとなった。程なくして任囂が病没すると、南海郡尉に就任した趙佗は南海郡内の軍隊に対し中原の反乱軍隊が進入するのを阻止する命令を発し、同時に秦が南海郡に派遣していた官僚を粛清して、新たに自らの腹心を官僚に登用した。紀元前206年に秦が滅亡した後、紀元前203年には桂林郡と象郡を併合し、南越国を建国し、「南越武王」を自称した。

### 趙佗の治世

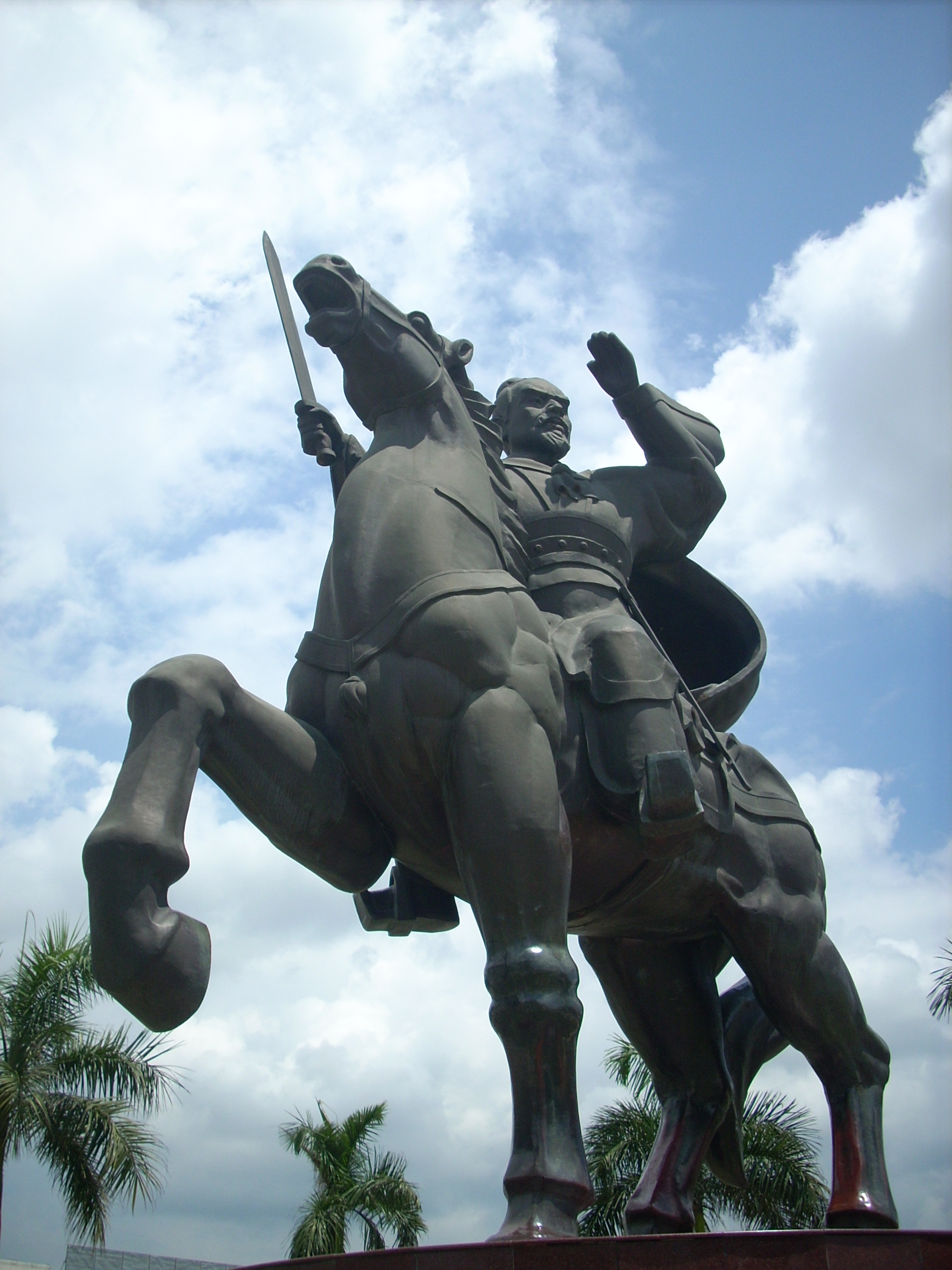
趙佗像、河源市鉄道駅の前に

紀元前202年、劉邦が漢を建国し、中原を初め項羽の残軍勢力を平定した。この時中原は長年の兵乱により民衆の生活が困窮しており、経済的立て直しが優先されたため、南越国に対し軍事的な行動がとられなかった。紀元前196年、劉邦は大夫陸賈を南越に派遣し、趙佗の帰順を迫った。陸賈の説得の結果、趙佗は劉邦の南越王印綬を受け、漢に臣服し、南越国は漢の冊封体制に組み込まれることとなった。これ以降南越国と漢朝は相互に使者を派遣し、交易を行なうようになる。劉邦は平和的に趙佗を帰順させることに成功し、南越国が漢の敵対勢力となることを未然に防止した。
紀元前195年、劉邦が崩じると劉邦の正室の呂后が朝政を執るようになり陸賈が引退したため、趙佗との関係が悪化した。呂后は南越国境地帯に対し、鉄を初めとする物資の南越への輸出を禁止した。その動きに対し趙佗は呂后が漢内部の郡国で南越と国境を接する長沙国と同盟を結び南越国を併合しようとしていると判断し、漢朝の冊封体制からの離脱を表明して自ら「南越武帝」と皇帝を称し、また長沙国の国境の数県を攻撃している。呂后は隆慮侯周竈を総大将として南越に遠征させたが、高温多湿の気候に阻まれ失敗した。この時期佗憑は献上品を利用した外交を展開して近隣の閩越・甌越（西甌）・駱越を帰属させることに成功し、南越国の最大版図を確立した。また皇帝の名称で命令を発し、漢との対立姿勢を明確化させた。
紀元前179年、呂后が崩じ文帝が即位すると、漢は南越への軍事行動を停止して丞相陳平の建言に従って懐柔策に転じた。文帝は趙佗の祖先の墓地を整備し、墓守を置いて毎年の祭祀を行なわせたり、趙佗の兄弟に対しても官職と財物を下賜するなどして再度趙佗帰順工作を行なわせ、高祖劉邦の時代に南越との交渉に当たった陸賈を復職させ再度南越へ派遣して趙佗を説得させた結果、趙佗はついに帝号を廃し漢への帰順を表明し、再び「南越王」を自称するようになった。このときから景帝の時代に至るまで趙佗は対外的には漢朝臣下を称し、毎年春秋には使者を長安に派遣し皇帝の朝見を受けるようになった。しかし南越国内では帝号が依然として使用されていた。

### 趙眜の治世
紀元前137年、趙佗が死去したが、百余歳という高齢であったため、実子はみな趙佗に先立って死亡しており、王位は孫の趙眜（趙胡）によって継承された。趙眜が即位した2年後の紀元前135年、閩越は王位継承により不安定な南越の辺境城鎮を攻撃した。趙眜は即位したばかりで国内の民心が定まらない状況の下、武帝へ上書を提出、閩越による南越攻撃を説明し、漢による事件の処理を求めた。武帝は趙眜の行動を冊封体制の体現であると賀し、王恢・韓安国両将軍を司令官とする閩越討伐軍を派遣した。漢軍が南嶺に至る前に、閩越王騶郢の弟の騶余善が反乱を起こし騶郢を殺害し漢朝に帰順したため、討伐計画は中止された。
武帝は騶余善を新たな閩越王に封じ、中大夫厳助を南越国に派遣し閩越の国内情勢を趙眜に告諭した。趙眜はこの告諭を知ると武帝に対する謝意を表明し、太子趙嬰斉を入朝させることを決定し、自らも時期を見て漢に入朝することを約束した。しかし厳助が帰朝すると、南越国の大臣らが趙佗の遺訓をもとに趙眜に対し自らが漢に入朝すれば武帝により拘留される恐れがあり、亡国に繋がると諫めた。結局、趙眜は南越を統治した12年間、病気を理由に入朝することはなかった。

### 趙嬰斉の治世
紀元前122年、病に倒れた趙眜は、武帝に対し漢で宿衛を担当していた息子の趙嬰斉の帰国を要請した。同年趙眜が死去すると趙嬰斉は王位を継承した。趙嬰斉は入朝以前に、南越で南越人の妻を娶り長男の趙越をもうけていた。その一方長安でも邯鄲樛家の女子の樛氏を娶り息子の趙興をもうけていた。趙嬰斉が南越の王位を継承した後、武帝に対し樛氏の立后と、趙興の立太子を上奏した。武帝はこの上奏を受け入れたが、この立太子劇は将来の南越国での争乱の禍根となった。趙嬰斉は暴君であり、人を殺したと伝えられる。武帝は南越国にしばしば使者を派遣し、趙嬰斉に対し長安への入朝を求めたが、武帝により長安に留め置かれる事を恐れ、病気を理由にこれを拒み、代わりに末子の趙次公を入朝させ宿衛に当らせた。

### 趙興の治世
紀元前115年、趙嬰斉が病死し太子である趙興が王位を継承した。その母親は樛氏の上王太后であった。紀元前113年、武帝は安国少季を南越への使者として派遣し、趙興と樛太后に対し、内地の諸侯同様に武帝の朝見を受けるように告諭した。この時趙興は幼少であり、また樛太后は中原の人であるため、南越国の実権は丞相呂嘉の手に握られていた。『史記』の記載によれば、樛太后は趙嬰斉に嫁ぐ前、安国少季と私通しており、安国少季が南越に使者として到着すると再び私通を行い、これにより樛太后は南越で信頼を失ったとある。樛太后は民心の乖離が戦乱の原因になると考え、漢朝の威勢を借り趙興と群臣へ漢朝への帰属を説得し、使者を通じて武帝に上書を提出、内地の諸侯の例に従い、3年に一度長安に入朝し武帝の朝見を受け、また漢との国境の要塞を撤去することを申し出た。武帝は南越の請求を受け入れ、南越国丞相・内史・中尉・太傅などの官印を作成、その他官職を南越国に設けることにした。これは漢朝が直接南越国の高級官吏を任免することを意味した。また武帝は南越国で実施されていた黥刑や劓刑などを蛮習であると廃止し、漢朝の法律を適用し、また南越に派遣した使者を鎮撫南越とし、南越国内の安定化を図った。武帝の諭旨を受けた趙興と樛太后は直ちに入朝のための準備に着手した。
南越国の丞相呂嘉はこの時かなりの高齢であったが、趙眜・趙嬰斉の代から趙興に至るまで3代にわたって南越王を輔弼し、また宗族も70余人が官職に就き、更に南越王室との婚姻関係により国内で確固たる地位を確立し、また周囲からも信頼されており、南越国の実質的な権力者であった。呂嘉は漢朝に帰順することを一貫して反対していた。趙興はこの独立志向と事大志向の対立を処理することができず、また呂嘉が反乱を起こす可能性を考え、病気を理由に漢朝の使者との面会を拒否し問題を先送りにしていた。しかし趙興と樛太后は呂嘉が先に反乱を起こすことを恐れ、酒宴の席に漢朝使者と呂嘉を招き、漢の使者により呂嘉と周囲の人物を殺害することを企てた。宴席で太后は呂嘉が漢朝に帰属しないことを非難し、その言葉に同調した漢の使者により殺害されることを期待したが、呂嘉の弟正が兵を率いて宮外に待機し、また安国少季他の使者も態度を決めることができずにいた。呂嘉は状況の異常を悟り宮殿を脱出し、これに激怒した樛太后は矛を取って追撃しようとしたが趙興によって阻止された。自宅に戻った呂嘉は、弟の兵士の一部を自宅の守備に用い、病気を理由に再度趙興と使者に面会することはなかった。そして大臣たちと密謀を重ね反乱の準備に着手したのであった。
武帝は南越政権に危機が発生したことを知ると、安国少季ら使者の無能ぶりを叱責し、同時に趙興と樛太后は既に漢朝帰順したことを確認、呂嘉の反乱を鎮圧するために紀元前112年、韓千秋と樛太后の弟の樛楽に兵二千人を与え南越に向かわせた。韓千秋と樛楽が南越に進入すると呂嘉は遂に反乱を起こした。呂嘉はまず、趙興が幼少であることをいいことに、中原出身の樛太后が漢朝の使者と姦計を図り、漢朝に帰属することを第一と考え、南越国の社稷を省みずに漢帝の恩寵のみを臨んでいると非難し、弟と共に王宮を攻撃し、趙興・樛太后と漢朝の使者をことごとく殺害した。

### 南越の滅亡
丞相呂嘉は趙興（哀王）を殺害した後、趙嬰斉と南越人の妻の間に生まれた長男の趙越の嗣子である術陽侯趙建徳（哀王の甥）を新しい南越王に立て、並びに使者を派遣して蒼梧郡の秦王趙光（趙佗の族孫）及び南越国の各官員に通達した。この時韓千秋の軍隊は南越国内に侵入し、辺境の城鎮数ヶ所を攻略していた。南越人は不抵抗を装い、また飲食を提供し、韓千秋の軍隊の前進を援助した。しかし番禺から40里の地点に至ると南越は突然韓千秋を攻撃し全滅させることに成功した。
紀元前112年の秋、武帝は罪人と江淮以南の水兵併せて10万人に進軍を命じ、兵分を5つに分けて南越攻略を目指した。第一路に任命された路博徳は伏波将軍として長沙国桂陽（現在の湖南省）に進撃させ、第二路に任命された主爵都尉楊僕は楼樓船将軍として豫章郡に進撃、第三路と第四路に任命されたのは漢朝に帰順した南越人であり戈船将軍と下厲将軍として、零陵（現在の湖南省）に進撃し、漓水（現在の広西漓江）と蒼梧郡（現在の広西）へ駐屯した。第五路は夜郎国の軍隊を動かし、牂牁江を下った。
激しい戦闘は1年間続き、紀元前111年冬、楼船将軍の楊僕率が精鋭を率いて尋峡を攻略、その後番禺城北の石門を占領し、南越の戦艦と糧食を奪い南に向かって進撃を続けた。これに伏波将軍である路博徳の軍隊が合流、共に南越の首都である番禺を目指して進撃した。番禺到着後、楊僕軍は直ちに攻撃の準備に着手し、趙建徳と呂嘉は籠城してこれに対抗した。楼船将軍は攻撃に有利な地形を選択し、軍勢を番禺の東南に配した。夜になると楊僕軍は番禺城攻撃を命じ、城内は火に包まれるようになってきた。伏波将軍の路博徳は城内の守備軍に対し投降を勧告し、多くの守備軍がこれに応じた。明け方近くになると城中の南越守備軍の大部分は路博徳に投降した。呂嘉と趙建徳は形勢が不利と見るや夜陰に紛れて数百名の部下を引き連れて脱出、船に乗り沿海を西方に逃亡した。路博徳は投降した南越人に尋問し、呂嘉と趙建徳が西方に逃亡したと知るや追討軍を派遣し、趙建徳は路博徳の校尉司馬の蘇弘に、呂嘉は南越郎の都稽（孫都）に捕らえられ、その首は長安へ送られた。
呂嘉と趙建徳が漢軍に捕らえられた後、南越国の各郡県の長官のうち蒼梧郡の秦王趙光・桂林郡の郡監の居翁・掲陽県令などは戦わずして漢朝に投降した。戈船将軍と下厲将軍の軍及び夜郎軍が南越に到着する以前に南越は平定され、武帝は南越国の旧領に9郡（南海・蒼梧・鬱林・合浦・交阯・九真・日南・珠厓・儋耳）を設置、漢朝による直接支配が開始された。ここに趙佗による建国から5代93年に及ぶ南越国は滅亡、ベトナム北部を含めて漢の支配下に入ることとなった。

## 地理と人口

### 領域

南越国の最大領土。

南越国の北端は南嶺地区に及び、現在の広西チワン族自治区北部の三江・龍勝・恭城・興安・賀州及び広東省北部の連山・陽山・楽昌・南雄・連平・和平・蕉嶺を含む。大部分は当時長沙国との国境を形成していた。東端は現在の福建省西部の永定・平和・漳浦一帯であり。閩越との国境を形成していた。南端は現在のベトナム中部の長山山脈以東及び大嶺以北であった。西端は現在の広西チワン族自治区の百色・徳保・巴馬・東蘭・河池・環江一帯であり、夜郎・毋斂・句町などと国境を形成していた。南越国の領土は今日の広東省・広西チワン族自治区の大部分と福建省・湖南省・貴州省・雲南省の一部とベトナム北部を含む広大な地域に及んでいた。

### 行政区画
南越国は秦代の南海郡・桂林郡・象郡の3郡を基礎に建国され、建国後、趙佗は秦の郡県制を踏襲した。郡を設置する際、趙佗は南海郡と桂林郡には変更を加えず。象郡を交阯郡と九真郡に分割した。南海郡は大まかに現在の広東省の大部分を含む領域であり、秦代に設置された番禺・龍川・傅羅・掲陽の4県のほかに、新たに湞陽・含洭の2県を設置した。その中で現在の広州市越秀区に位置した番禺県が南海郡の中心地とされ、また南越国の都城も設けられた。1983年、この場所から南越文王趙眜の陵墓が、1995年と2000年には南越国宮署御花園と宮殿の遺構が発掘されており、往時の都城の規模を現在に伝えている。桂林郡は現在の広西チワン族自治区の大部分を含む地域であり、その下に布山・四会の2県が設置された。その中の布山県は桂林郡の中心地であり、現在の広西チワン族自治区貴港市に比定されている。1976年、貴港市に於いて羅泊湾一号墓が発掘され、考古学の調査により桂林郡の高官であると考えられている。交阯郡・九真郡の2郡は現在のベトナム北部から中部一帯に位置していた。下部行政区画としては象林県が知られているのみであり、詳細は不明である。

### 民族
南越国内の民族の大部分は古越族に由来する土着居民であり、これ以外に中原からの数十万の移民が居住していた。古越族には南越・甌越（西甌）・駱越等の支系に分かれていた。南越は広東東北部、中部及び広西東部一帯に、西甌は広西西江の中流地域及び桂江流域とベトナムの地域に、駱越は広西左江・右江流域及びベトナム紅河三角州、貴州西南部に居住していた。

## 政治

### 政治制度
南越国は秦朝の南海郡・桂林郡・象郡の3郡を基礎として建国され、並びに南越国の開国君主である趙佗も秦朝の南海郡尉であったため、南越国の政治制度の大部分は秦朝の制度を踏襲した。後に漢朝に帰属したことから、漢朝の政治制度も南越国の政治に大きな影響を与えた。
南越国の行政制度は秦朝の郡県制を踏襲しつつ、同時に独立国として王侯も封じ、前漢の郡県制と分封制を並立させる郡国制と類似していた。郡県制では趙佗は秦朝は設置した郡県の殆どを継承し、同時に統治をより強国にするため、一部に郡県の新設を行なっている。分封制では文献記録によれば蒼梧王・西于王・高昌侯などの名称が記録に残っている。
南越国の職官制度は中央官制と地方官制に分類することができる。中央官制における行政大権は丞相に属し、丞相を補佐する内史、百官を監督する御史、禁軍を指揮する中尉などが設置され、国内の重要案件を処理していた。この他史書に確認できる官名としては郎・中大夫・将・左将・校尉・食官・景巷令・私府・私官・楽府・泰官・居室・大厨・厨官・厨丞・掌御・少内などが残されている。地方官制では仮守・郡監・使者・県令・嗇夫などが記録に残されている。
南越国はその他の行政面でも中原政権と類似しており、戸籍制度や紀年制度を運用し、漢字と中原の度量衡を用い、立太子制度もほぼ同様なものであったと考えられる。このことから中原の先進的な制度が南越国に移入され、この地における政治制度発展に寄与したとも言えよう。

### 軍事制度
南越軍は秦が嶺南を征服した時の50万の大軍が起源となっている。南越国が建国されると、一部の古越族人がこの軍に参加し、南越軍が形成されていった。南越国の軍事完成としては将軍を頂点に、左将軍や校尉等が設けられていた。最盛期の兵力は50万を超え、歩兵・舟兵・騎兵などに分類されていた。南越国の墳墓から出土した遺物から当時の兵器を推察すると、兵器は青銅または鉄で製作されたが、鉄は貴重品であったようで青銅製のものが主流であった。武器の種類としては剣・矛・鏃が確認されている。

### 民族政策
南越国の民族政策は秦朝のものを踏襲し、趙佗も「和輯百越」の民族政策を採用した。これは漢族と越族の間で相互に融合することを目標としたものである。秦が南越を平定し、また南越国が建国されて間もない時期は中原の漢人を主体に国家運営がなされていたが、時代が下るにつれ多くの越人が南越国の政権内に進出するようになった。その代表的な人物が丞相になった呂嘉、左将軍の黄同である。越人官僚による南越国の運営が開始されると、越人と南越国政権の一体感が向上した。また南越国政権では民族問題が複雑な地域には越人が派遣される例が見られ、例えば交阯郡分封された的西於王のように越人による自治も容認していた。生活習慣では趙佗の指揮の下、南越国政権の漢人は越人の風俗習慣を重視するようになり、その結果漢越間の通婚が活発化し、王室でも第5代南越王趙建徳のように母親を越人とするケースも見られるようになった。これらの政策は南越国政権の安定と、経済発展、文化交流面に大きく寄与した。

## 外交

### 漢朝との外交
南越国は紀元前196年に初めて漢朝への帰属を表明した後、対抗と帰順を繰り返し、紀元前111年に武帝により滅亡させられた。
南越国が初めて漢朝に帰属したのは紀元前196年に高祖により陸賈が南越国への使者として派遣され、趙佗が高祖の印綬を受けた時に開始し紀元前183年まで継続した。この時期は相互の政治、経済交流が耐えることなく続き、両国にとって大きな利益をもたらし、また交易により中原は南越国の特産を獲得し、南越国も中原の鉄器や馬牛等を確保することができた。この活発な交流の中でも、両国は国境沿いに防禦施設を建設し、兵力を配置していた。
南越国が初めて漢朝と対抗する姿勢を見せたのは紀元前183年に呂后が南越国との交易を禁止したことに起因し、紀元前179年まで続いた。この時期、趙佗は漢朝の支配を脱し、皇帝を称し、漢朝の諸侯であった長沙国を攻撃するなど対立姿勢を鮮明にした。呂后もまた南越国に軍を派遣するなど対抗し交戦が発生している。この対立の中、南越軍は漢軍の南下を阻止することに成功し、閩越・甌越（西甌）・駱越は南越国に帰属することとなった。
やがて紀元前179年、文帝は陸賈を再度使者として南越国に派遣し、趙佗に対し帝号の廃止と漢朝への帰順を促したことで再び漢朝に帰属するようになった。2度目の帰属期間は非常に長く、南越王4代、60余年に及んだ。この時期の南越王は、開国の趙佗以外は、比較的平庸な君主が続いたこともあり、漢朝との関係は密接なものとなった。第2代南越王の趙眜は閩越が南越に侵攻した際には武帝へ善後策を一任したことで、趙佗の時期に帰順させた閩越が、南越国から離れ、漢朝の直接支配を受けるようになり南越国の中国南方での孤立が生まれた。
紀元前112年、丞相呂嘉が反乱を起こし、第4代南越王趙興（哀王）と生母の樛太后、漢朝からの使者を殺害する事件が発生すると再び漢朝との対抗の時代へと突入し、結局漢朝により滅亡されることとなった。この時期の漢朝は最盛期を迎えており、北方で匈奴を駆逐し充実しており、反乱から2年足らずで武帝が派遣した征討軍により滅ぼされてしまった。

### 長沙国との外交
長沙国は南越国の北側に位置し、劉邦が初代長沙王呉芮を封じた際、南越国が実際に統治していた南海郡・桂林郡・象郡の3郡も呉芮に分封されたことに起因して、長沙国と南越国は互いに対抗する関係となった。長沙国は漢朝の諸侯であり、漢朝の南越国への政策と外交に従い長沙国の対南越国的政策が決定されており、自立的な外交は殆どない。

### 閩越国との外交
閩越国は南越国の東側に位置し、秦代には始皇帝により滅ぼされ、閩中郡が設置されると同時に王の騶無諸は廃された。漢が建国されると、騶無諸の武功を顕彰し、紀元前202年に閩越王として復位した。南越国と閩越国の関係は3段階に分類することができる。第1段階は紀元前196年に趙佗が初めて漢朝に帰属した時期であり、この時南越国と閩越国は均しく漢朝に帰順しており、対等な関係であった。第2階段は紀元前183年に趙佗と漢朝が対立した時代であり、漢軍の南下を阻止した趙佗の名声が上がり、閩越国は南越国に臣属するようになった。第3階段は紀元前135年に閩越国が南越国に出兵してから後であり、南越王趙眜は武帝へ出兵を要請し平定したが、この時より閩越国は漢朝に直接するようになり、南越国との対等な関係を復活させた。

### 西南諸国との外交
漢初の西南異民族国家として主要なものとしては夜郎・毋斂・句町を挙げることができる。その中でも夜郎は西南地域で最も広大な領域を有しており、現在の貴州省・雲南省及び四川省南部一帯を支配していた。紀元前183年、趙佗が漢の攻撃を撃退すると、夜郎は支配下の西南異民族国家をまとめて南越国に帰順し、その関係は南越国の滅亡まで継続した。しかしこの帰属関係は極めて緩いものであり、直接に南越国の支配権が及ぶものではなかった。

## 経済

### 農業
戦国時代には嶺南地区は水稲栽培等の農耕活動が行なわれていたが、当時は石器や青銅器の農具を用いた簡単なものであり、鉄製農具を使用するようになっていた中原地区と比較して生産性は劣っていた。秦の始皇帝が嶺南を征服した後、50万の大軍を嶺南に駐留させるとともに、中原から大量の移民を入植させ、これらの移民により中原の鉄製農具と先進的な農業技術が移入され、嶺南の農業生産水準を引き上げた。
南越国が建国されると、秦軍将領であり開国の君主となった趙佗は農業の発展に重点を置き、農業生産技術の向上を図るとともに、長沙国との国境に市を立て、長沙国を通じて中原の鉄製農具や馬、牛、羊などの家畜の輸入を図った。一時期呂后による南越国の経済封鎖により交易が途絶えた事があったが、呂后の死去ともに交易は回復し、その経済交流は南越国滅亡まで続いた。
南越国の墳墓のなかから出土した鉄製農具の中で主要なものは鋤、钁、鍤、鐮、斧、錛、手鏟、銼、錐、刮刀、錘、鑿等が確認されている。鋤は常用の農具であり、農耕時に雑草を除去し、土を掘り返すのに使用した。钁は土を深く掘るための農具であり、荒地を開墾したり、農作物の株根を掘り返すのに使用していた。この外、農作物を収穫する際に使用した鎌、木を切り倒すのに使用した斧など、数々の鉄製農具を導入したことで南越国の農業は飛躍的な発展を遂げた。しかし南越国では鉄資源が乏しかったことに加え、加工技術も未熟であったため、鉄製農具は中原からの輸入に頼らざるを得ず、このため国内での鉄製農具の普及は緩慢であり、都城と郡県の中心地とその周辺に限定して普及しているに過ぎず、地方では石器、青銅器の使用が主流であった。
南越王墓から出土した遺物から主要穀物として水稲、黍、粟、菽、薏米、芋、麻などがあり、青果では柑桔、桃、李、茘枝、橄欖、烏欖、人面子、甜瓜、木瓜、黄瓜、葫蘆、姜、花椒、梅、楊梅、酸棗などが確認されている。その中で水稲は古越人の主食であり、また嶺南地区は高温多雨の気象条件であり水稲栽培に適していたことから、南越国全土で栽培されていた作物である。茘枝は嶺南地区の特産の果物であり、前漢の劉歆が表した『西京雑記』には、趙佗が茘枝を劉邦へ進貢した記録がある。また墳墓からは少なからず酒器が出土しており、当時の南越国では酒造技術が発達していたことを示している。
また豚、牛、羊、鶏なども墳墓から出土しており、それ以外に野生動物として禾花雀（シマアオジ）、竹鼠なども出土している。禾花雀は現在の広東でも好んで食べられている。この他に漁業も盛んであり、海水及び淡水の魚介類も大量に出土している。

### 手工業

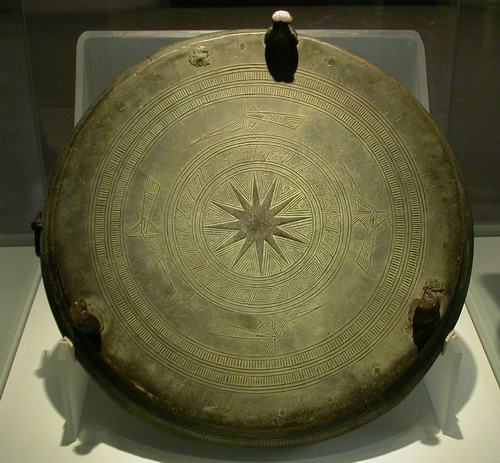
銅盤

考古学の発掘の成果により、嶺南地区では遅くても春秋時代に既に青銅器が使用され、原始的な青銅鋳造技術が存在していたことが明らかになっている。しかし当時において青銅器の使用は一般的なものでなく、秦の始皇帝が嶺南を統一し、中原より青銅器の鋳造技術がもたらされた後に発展、使用する青銅器の種類と数量が飛躍的に増大した。南越王墓と羅泊湾1号墓からはそれぞれ500件と200件を超える青銅器が出土している。これらの青銅器は一部の兵器と日用生活品以外、殆どが南越国で鋳造されたものであり、勾鑃、越式銅鼎、提筒、香炉、鼓、壷などの種類が確認されている。
嶺南地区の鉄器は始皇帝による統一後に大量に出現している。南越国の時代、鉄器を使用することは一般的なものであったと考えられ、南越王墓からは246件の農具、工具、武器など多様な鉄器が出土している。しかし南越国での鉄資源は非常に限定されたものであり、その材料は中原からの輸入に依拠するか、或いは鉄製品の再利用によったものと考えられている。

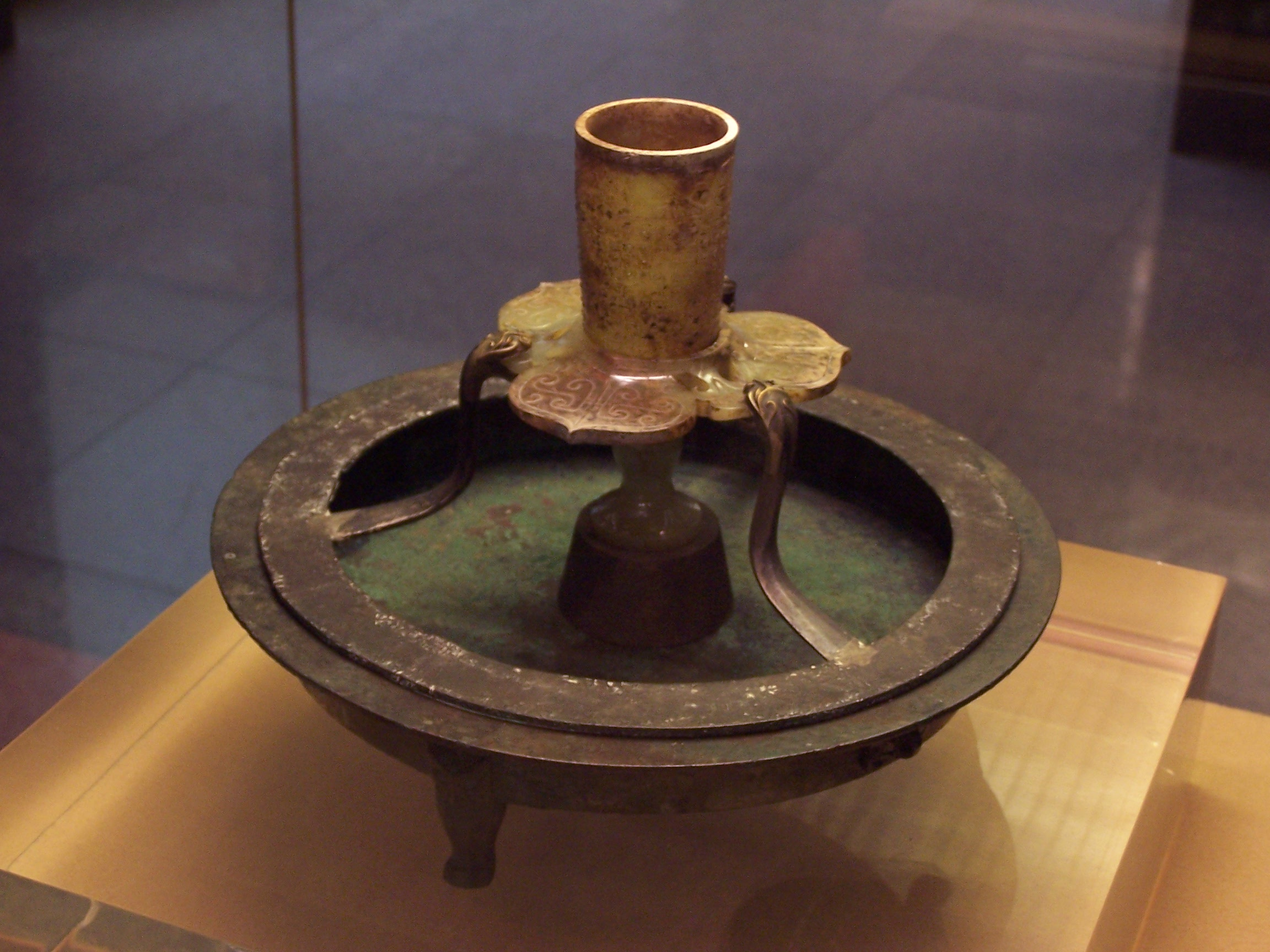
南越王墓より出土した承盤高足杯

南越国の墳墓副葬品として最も多く出土しているものが陶器である。南越王墓より991件が出土し、日常生活で実際に使用されたもののほかに、副葬品としての明器、レンガや瓦なども出土している。これらの陶器は南越国で製造されたものであり、独特な様式は幾何印紋陶器と称されている。
また南越国では玉器の製造が非常に発達しており、南越王墓からは244件が出土している。これら玉器は儀礼用、埋葬用、装飾用などに分類され、多様な様式のものがさまざまな用途に使用されていた。特に有名な出土品としては絲縷玉衣、青白玉角杯、承盤高足杯、玉璧、龍虎并体玉帯鉤、龍紋重環玉珮などがある。これらは南越国内で加工されていたものと考えられ、その原料は自国産のもの以外に、その多くを国外からの輸入に頼っていた。
上記手工業以外、南越国には金銀加工、紡績、漆細工などの手工業が発達していた。それらは南越王墓より出土した文帝行璽龍紐金印、泰子亀紐金印、虎頭金鉤銜玉龍、金帯鉤などにより当時の技術をうかがい知ることができる。

### 商業
秦朝以前、嶺南地区は物々交換の原始的な経済状態であり、貨幣経済は導入されていなかった。秦による嶺南統一後は中原より大量の商人がこの地に到来し、中原での交易方式をもたらし、これにより次第に貨幣経済が浸透して行った。南越国建国後、歴代の国王は近隣地域及び中原との交易を盛んに行い、紀元前196年に南越国と漢朝の通交が開始されると趙佗は南越国と長沙国の境界に関市を設置し、中原より鉄器、青銅器などの交易を通して先進的な技術の導入を行なうと同時に、中原に対し玉石や珊瑚、鼈甲、ライチなどの特産品を輸出していた。当時南越国で使用されていた貨幣は全て中原より輸入されたものであり、南越国独自の貨幣は鋳造されていない。当時流通していた主要貨幣は秦から漢代にかけて流通した半両銭であった。
これら陸上での交易以外、南越国では海上交易も相当に発達していた。現在の広州市中山四路の秦漢代の造船工場遺跡が発掘され、調査によれば番禺では河川及び沿岸航海を行なえる造船能力を有していたことが判明している。当時の南越国は中国と東南アジア、更には南アジア諸国と象牙や乳香などの交易を行い、後にこれらの航路は海のシルクロードと称されるようになった。

## 文化

### 言語と文字
南越国では中原より移住した数十万の漢人が古漢語を用いた以外、南越、西甌、駱越等の住民の大部分は古越語を話したと考えられている。現在中国東部及び東南アジアに分布するタイ・カダイ語族は古越語の後裔と考えられており、現在の広東語の祖形を用いていたと推測されている。また文字に関しては中原からの移民がもたらした漢字を使用していた。南越王墓と広西羅泊湾1号墓からは隷書を刻印した印章や銅器、銀器や陶器などが出土している。

### 音楽舞踊

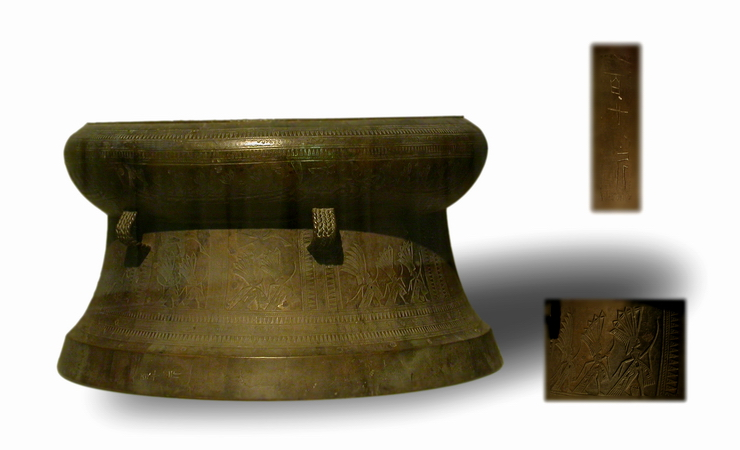
広西で出土した銅鼓

南越国の墳墓からは多くの楽器が出土しており、当時音楽舞踊が発達していたことがうかがえる。打楽器としては鐘、磬、勾鑃、鐃、銅鼓などが、弓弦楽器としては琴、瑟などが、吹奏楽器としては笛などの種類が確認されている。特色のある楽器としては銅鼓があり、楽器として用いられる以外に有力者の権力及び財産の象徴とされ、この地区では数多く出土している。また南越国の墓葬から出土した遺物の中の多くに南越舞踊の様子を描いたものがあり、考察によれば越舞と漢舞の両種が存在しており、越舞を描いた遺物が多く、翔鷺舞、羽舞、武舞、蘆竹舞などがあり、漢舞は長袖舞の1種類が確認されている。

### 風俗

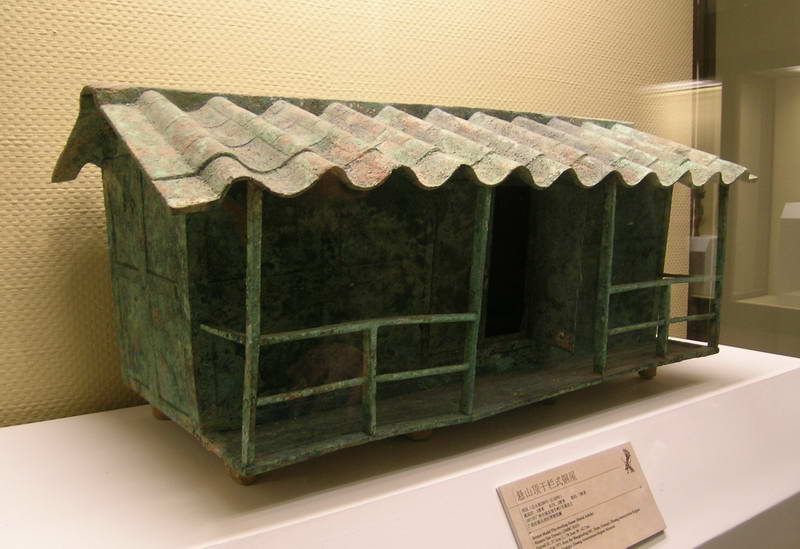
広西和浦県望牛嶺1号墓より出土した干欄式銅屋、これは干欄家屋の模型であり前漢中後期の墳墓からの出土である

南越国の南越、西甌、駱越の住民は独等の風俗習慣を有していた。中原漢人の有した身体髪膚は父母より受け継いだものという観念と異なり、南越では頭髪を短くし、各種の刺青を施す風俗であった。また南越国は海に面していたことから漁業が発達し、魚介類を好んで食したことが銅鼓上に描かれた装飾からうかがい知ることが出来る。
当時の住居は巣居と干欄が主体であった。巣居とは樹木の上に小屋をかけたものであり、干欄とは多くの柱で建物を支える様式の家屋（高床住居）である。これらの建築様式は蛇や蟲・動物の侵入を防ぎ、また高温多湿の環境に適応したものであった。干欄建築は現在でもこの地域で使用される建築様式である。
また殉葬と猟首（首狩り）の習慣があった。南越王墓の中からは15体の殉葬者が発見されており、南越王の趙眜の寵妃と近侍であり、多くは頭部を殴打された跡が認められる。猟首に関しては出土した遺物に戦闘で捕獲した捕虜の首を切り落とし腰に吊り下げている描写から推測されるものである。

## 遺跡

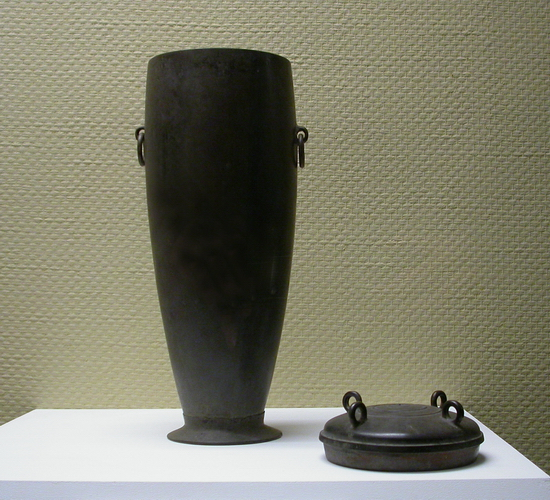
羅泊湾1号墓より出土した弾形堂壷

南越国の遺跡は中国広東広西地区に分布しており、その中でも都城が位置していた広州市での分布が最も多い。現在広州市では南越国宮署遺跡、南越文王墓、南越国木構水閘遺跡、蓮花山古採石場の4カ所が国務院から「全国重点文物保護単位」に指定されている。この外現在までに250カ所の南越国の墳墓が発掘されている。広州市以外では南雄の横浦関、陽山の陽山関、楽昌の趙佗城、仁化の秦城などが広東で発掘されている。広西では貴港、賀州、平楽、合浦、梧州、柳州等で墳墓が発掘され、その中でも重要な遺跡として貴港市羅泊湾1・2号墳墓、賀州金鐘1号墳墓などが挙げられる。

### 南越国宮署遺跡

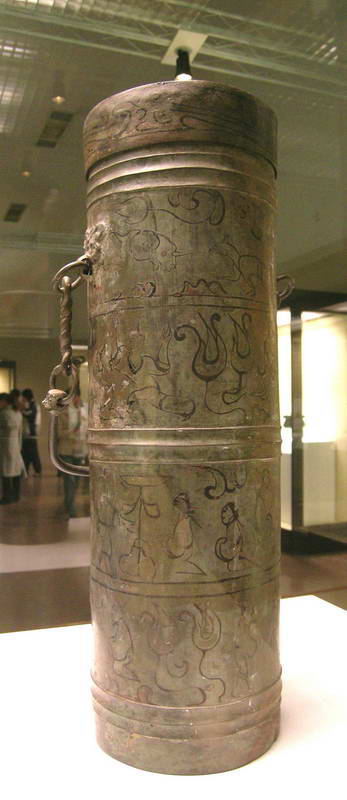
羅泊湾1号墓より出土した銅提筒

南越国宮署遺跡は南越国王宮の遺構であり、広東省広州市越秀区に位置し、遺跡面積は15万平方メートル、御花園遺跡と宮殿遺跡などを含む全体の呼称である。御花園遺跡は1995年に発見され、方池、彎月池、曲渠、平橋、歩石等の宮殿庭園の遺構が出土し、1996年11月20日に全国重點文物保護単位に指定されている。2006年6月11日、南越国宮署遺跡の内、整備が完了した3,000平方メートルが一般公開され、1,000件を越える出土品が陳列されている。

### 南越文王墓
南越文王墓は南越国第2代王の趙眜の陵墓であり、一般に南越王墓と称される。1983年に広東省広州市越秀区象崗山で、墓道及び石室が発見された。副葬品として1,000件を超える遺物が発掘されており、銅器が500余、玉器が240余、鉄器が246件、この外金器、銀器、陶器なども発掘され、特に「絲縷玉衣」と「文帝行璽」の金印などが非常に価値の高い遺物として注目されている。陵墓には15名の殉葬者が確認されている。1988年2月8日、陵墓跡に「西漢南越王博物館」が開設され、1996年11月20日には全国重点文物保護単位に指定されている。

### 羅泊湾1・2号墓
羅泊湾1号墓は広西チワン族自治区貴港市羅泊湾近郊から1976年に発見された。大型の竪穴槨墓と墓道南側の車馬坑により構成され、槨室の下からは殉葬坑と器物坑などが発見された。出土遺物は1,000件以上、7名の殉葬者も確認され、南越国桂林郡の高級官吏の陵墓と推定され家いる。羅泊湾2号墓は1979年に発見され墓道を付す大型木槨墓であるが、盗掘被害に遭っており出土遺物は123件、それ以外に殉葬者1名も確認されている。こちらは南越国王侯一級官吏の配偶者の陵墓と推定されている。

## 歴代国王と皇帝
| 諡号             | 姓名         | 在位時間                  |
| ---------------- | ------------ | ------------------------- |
| 趙武王（趙武帝） | 趙佗         | 紀元前203年 — 紀元前137年 |
| 趙文王（趙文帝） | 趙眜（趙胡） | 紀元前137年 — 紀元前122年 |
| 趙明王           | 趙嬰斉       | 紀元前122年 — 紀元前115年 |
| 趙哀王           | 趙興         | 紀元前115年 — 紀元前112年 |
|                  | 趙建徳       | 紀元前112年 — 紀元前111年 |

## 考古遺跡
1983年6月広東省広州市象崗山で趙胡（文王）の墓が発見され、青銅礼器、楽器、兵器、生産用具、玉器、金・銀器、象牙、漆器、絹織物などの副葬品千点余りが出土した。さらに文王および殉死者の遺骸とともに、文王の印章とみられる金印も発見された。西漢南越王墓と呼ばれる。なお、趙佗の墓はまだ発見されていない。

## 歴史論争：趙朝正統性問題
ベトナムの歴史家では、「趙朝」がベトナムの歴史における正統王朝であるか否かについて議論である。「趙朝」とは、ベトナムの歴史家による嶺南地方に存在した南越国政権に対する名称であり、国姓の「趙」に由来する。中国の歴史家は、南越国は中国人が建国した中国の地方政権とする解釈が主流であり、ベトナムの歴史家が主張している「趙朝」を認めていない。